# Chinatown (film)
Pour les articles homonymes, voir Chinatown.
Série
The Two Jakes
(1990)
Pour plus de détails, voir Fiche technique et Distribution.
Chinatown est un film néo-noir américain réalisé par Roman Polanski et produit par Robert Evans, sorti en 1974. Il est originellement distribué par la Paramount Pictures. C'est le dernier film de Polanski aux États-Unis avant son départ pour l'Europe.
Inspiré des guerres de l'eau en Californie du début du 20e siècle lors desquelles Los Angeles a obtenu des droits sur l'eau de la vallée de l'Owens, il présente de nombreux éléments du film noir, en particulier une histoire à plusieurs niveaux qui est à la fois un suspense et un drame psychologique.
Chinatown sort aux États-Unis le 20 juin 1974 et est acclamé par la critique. Lors de la 47e cérémonie des Oscars, il est nommé dans 11 catégories, Robert Towne remportant l'Oscar du meilleur scénario original. Aux Golden Globes, il remporte les prix de meilleur film dramatique, meilleure réalisation, meilleur acteur, et meilleur scénario. L'American Film Institute le classe au deuxième rang de sa liste des dix meilleurs films à énigme en 2008. En 1991, le film est sélectionné par la bibliothèque du Congrès des États-Unis pour conservation au National Film Registry en raison de son importance « culturelle, historique, ou esthétique significative, ». Il est aussi souvent cité comme l'un des meilleurs films jamais réalisés,,.
Une suite, The Two Jakes, sort en 1990, toujours avec Nicholson, qui occupe également le poste de réalisateur, et avec de nouveau Robert Towne au scénario. Le film est cependant un échec critique et commercial.

## Synopsis
Dans les années 1930, Los Angeles est en pleine sécheresse. Evelyn Mulwray engage le détective privé Jake Gittes pour suivre son mari, ingénieur haut placé au département des eaux de la ville et soupçonné d'adultère. Hollis Mulwray s'oppose à la construction d'un barrage, qui permettrait d'alimenter les cultures et les élevages en eau potable. Gittes finit par prendre Hollis en photo avec une autre femme. Un article racontant l'infidélité parait dans le journal, mais une femme qui se présente comme Evelyn Mulwray vient se plaindre auprès de Gittes. Il s'avère que la personne qui avait engagé Gittes n'était pas la vraie Evelyn Mulwray.
Peu de temps après, Hollis Mulwray est retrouvé mort, noyé. Mécontent d'avoir été utilisé et trompé par quelqu'un, Gittes continue d'enquêter sur la mort d'Hollis et se rend compte qu'il a été assassiné pour avoir découvert que de l'eau potable est régulièrement rejetée dans la mer, ce qui accentue la sécheresse. Il découvre également que Noah Cross, le père d'Evelyn est l'ancien associé d'Hollis, du temps où la compagnie des eaux leur appartenait, avant qu'elle ne devienne une compagnie publique.
Il informe Evelyn Mulwray que son mari a probablement été tué. Elle l'engage alors pour continuer l'enquête. Il rend visite à Noah Cross qui l'engage à son tour pour retrouver la maitresse d'Hollis. Il découvre enfin que la plupart des terrains autour du projet de barrage ont été achetés peu auparavant. Il se rend enfin sur un terrain autour du projet de barrage, où il apprend que les fermiers suspectent que le département des eaux sabote des réservoirs d'eau et empoisonne des puits pour les pousser à partir. Gittes en conclut que toutes ces manœuvres sont faites pour faire baisser la valeur des terrains, valeur qui augmentera lorsque le projet du barrage sera avalisé.
Lorsqu'il enquête sur les nouveaux propriétaires, les noms le mènent à des pensionnaires séniles d'une maison de retraite qui sont utilisés comme prête-noms à leur insu pour l'achat des terrains. Mais le directeur de la maison de retraite devenant méfiant, Gittes réussit à s'enfuir grâce à Evelyn.
Gittes et Evelyn passent la nuit ensemble, mais elle doit partir précipitamment. Gittes la suit et voit Evelyn et son majordome chinois s'occuper de la jeune femme dont Mulwray était l'amant présumé, qui est dans un état agité, et lui donner des drogues. Il rejoint Evelyn qui lui dit que la jeune femme est sa sœur.
Rentré chez lui, il reçoit un appel disant qu'Ida Sessions, la femme qui s'était fait passer pour Evelyn Mulwray, veut le voir. Mais lorsqu'il arrive chez elle, il la trouve morte. Il apprend par la police déjà présente sur les lieux que la mort d'Hollis est suspecte parce que de l'eau salée a été retrouvée dans ses poumons, alors qu'il a été trouvé noyé dans de l'eau douce. Gittes suppose alors qu'Hollis a été tué chez lui, dans la mare de son jardin qui contient justement de l'eau salée, où il trouve une paire de lunettes cassée. Il comprend qu'Evelyn a tué son mari, la confronte avec la paire de lunettes et lui dit qu'elle a menti à propos de sa sœur. Evelyn lui dit alors que la jeune femme est bien sa petite sœur... mais également sa fille. Et que les lunettes à double-foyer retrouvées n'appartenaient pas à son mari.
Gittes aide Evelyn et sa fille à s'enfuir et à se cacher chez le majordome chinois dans Chinatown afin qu'elles puissent partir pour le Mexique, puis attend la police qui suspecte Evelyn du meurtre de son mari, prétendant qu'elle était partie avant qu'il arrive. La police l'oblige à l'accompagner où Evelyn se trouve, mais Gittes leur donne l'adresse d'un autre client à lui et se sert de lui pour filer au nez et à la barbe des policiers.
Il invite Noah Cross à le retrouver à la maison des Mulwray et lui fait comprendre qu'il sait quel lien lie Cross à la jeune fille qu'il devait rechercher, et que Cross a tué Hollis Mulwray en lui montrant les lunettes retrouvées. Un de ses hommes de main intervient, Gittes est obligé de rendre les lunettes et de les conduire à Evelyn Mulwray, qui est prête à partir. La police est déjà là et prend le parti de Noah Cross, qui tente de faire passer Evelyn pour folle et veut perversement s'approcher de sa deuxième fille. Evelyn le menace avec une arme et le blesse, avant de s'enfuir avec la jeune fille en voiture, mais les policiers tirent et abattent Evelyn. Témoin de la scène, Gittes reproche aux policiers d'en faire, comme lorsqu'il travaillait lui-même dans la police, le "moins possible", avant d'être libéré et raccompagné par ses assistants, qui lui disent de laisser tomber, car "C'est Chinatown". 

## Fiche technique
- Titre original : Chinatown
- Réalisation : Roman Polanski
- Scénario : Robert Towne
- Photographie : John A. Alonzo, Stanley Cortez (non crédité)
- Décors : Ruby Levitt
- Costumes : Anthea Sylbert, Richard Bruno, Jean Merrick, Joan Joseff (bijoux, non crédité)
- Musique : Jerry Goldsmith
- Montage : Sam O'Steen
- Producteur : Robert Evans, C.O. Erickson
- Sociétés de production : Paramount Pictures, Long Road Productions, Robert Evans Company
- Sociétés de distribution :
  -  États-Unis- Canada : Paramount Pictures
  -  France- Europe : Cinema International Corporation
- Budget : 6 000 000 USD (estimation)
- Pays de production : États-Unis
- Langue : anglais
- Format : Technicolor - 35 mm - scope - procédé Panavision
- Genre : Néo-noir[8] et thriller
- Durée :
  - Version européenne : 122 minutes
  - Version longue : 131 minutes
- Dates de sortie :
  - États-Unis : 20 juin 1974
  - France : 18 décembre 1974
- Classification cinématographique :   France : 12[9]

## Distribution
- Jack Nicholson (VF : Michel Paulin[10]) : Jake « J. J. » Gittes
- Faye Dunaway (VF : Claude Degliame) : Evelyn Mulwray
- John Huston (VF : Robert Murzeau) : Noah Cross
- Perry Lopez  (VF : Serge Sauvion)  : Éscobar
- Roman Polanski (VF : lui-même) : l'homme au couteau
- John Hillerman (VF : André Falcon) : Yelburton
- Darrell Zwerling (en) : Hollis Mulwray
- Diane Ladd (VF : Jacqueline Staup) : Ida Sessions
- Roy Jenson :  Mulvihill
- Dick Bakalyan :  Loach
- Joe Mantell : Walsh
- Bruce Glover : Duffy
- Nandu Hinds : Sophie
- James O'Rear : l'avocat
- James Hong : le maître d'hôtel d'Evelyn
- Beulah Quo : la femme de ménage
- Jerry Fujikawa : le jardinier
- Belinda Palmer : Katherine
- Roy Roberts : le maire Bagby
- Noble Willingham : un conseiller
- Elliott Montgomery : un conseiller
- Rance Howard : le fermier en colère
- George Justin : le barbier
- Doc Erickson : le client
- Fritzi Burr : la secrétaire de Mulwray
- Charles Knapp (VF : Pierre Doris) : l'employé des pompes funèbres
- Claudio Martínez : le garçon à cheval
- Federico Roberto : le maître d'Cross
- Allan Warnick : le fonctionnaire
- John Holland : un fermier dans la vallée
- Jesse Vint : un fermier dans la vallée
- Jim Burke : un fermier dans la vallée
- Denny Arnold : un fermier dans la vallée
- Burt Young : Curly
- Elizabeth Harding : la femme de Curly
- John Rogers : Palmer
- Cecil Elliott : Emma Dill
- Paul Jenkins, Lee DeBroux et Bob Golden : le policiers
- Richard Warren : le chauffeur (non crédité)

## Production

### Genèse du projet
Jack Nicholson est sur le projet depuis le début. C'est pourquoi on lui offre le rôle principal. Il demande personnellement à Roman Polanski de tourner le film à Hollywood, alors que son scénariste, Robert Towne, s'apprête à le réaliser. Polanski, qui vient d'essuyer deux échecs commerciaux avec Macbeth et Quoi ?, accepte son offre.
Dans une interview donnée en 2006, Roman Polanski explique ses réticences à l'époque vis-à-vis du tournage du film et sa venue à Los Angeles, en raison de l'assassinat en 1969 de son épouse Sharon Tate dans cette ville.

### Attribution des rôles
Jack Nicholson est attaché au projet depuis le début, pour le rôle de Jack Gittes, ainsi  nommé d'après le nom du producteur Harry Gittes. Evelyn, le rôle féminin principal, est d'abord offert à Jane Fonda qui le refuse au profit de Faye Dunaway. Roman Polanski joue un petit rôle dans le film, celui du truand qui coupe le nez de Jack Gittes.

### Tournage
Avec un budget de six millions de dollars, le tournage se déroule de septembre à octobre 1973.
La scène où Polanski fend le nez de Nicholson est extrêmement complexe à filmer et les deux hommes sont tellement fatigués de l'expliquer qu'il leur arrive parfois de dire que le nez est vraiment coupé. Le couteau possède une pointe à lame articulée dont un des côtés est muni d'un tube et d'une poire remplie de sang. Polanski n'a qu'à presser la poire en même temps qu'il fait le geste de trancher la narine.
Roman Polanski et Faye Dunaway ont des relations conflictuelles pendant tout le tournage du film. Les relations avec Nicholson sont moins tendues, à l'exception d'un épisode où l'acteur veut terminer une scène parce qu'il souhaite regarder un match de baseball à la télévision. Pendant la dispute qui s'ensuit, Polanski casse le poste de télévision.
Selon le script original de Robert Towne, le film devait se terminer avec une fin heureuse. Polanski, toujours traumatisé par l'assassinat de son épouse, insiste pour obtenir la fin tragique qui sera finalement retenue.

## Transposition de la guerre de l'eau à Los Angeles

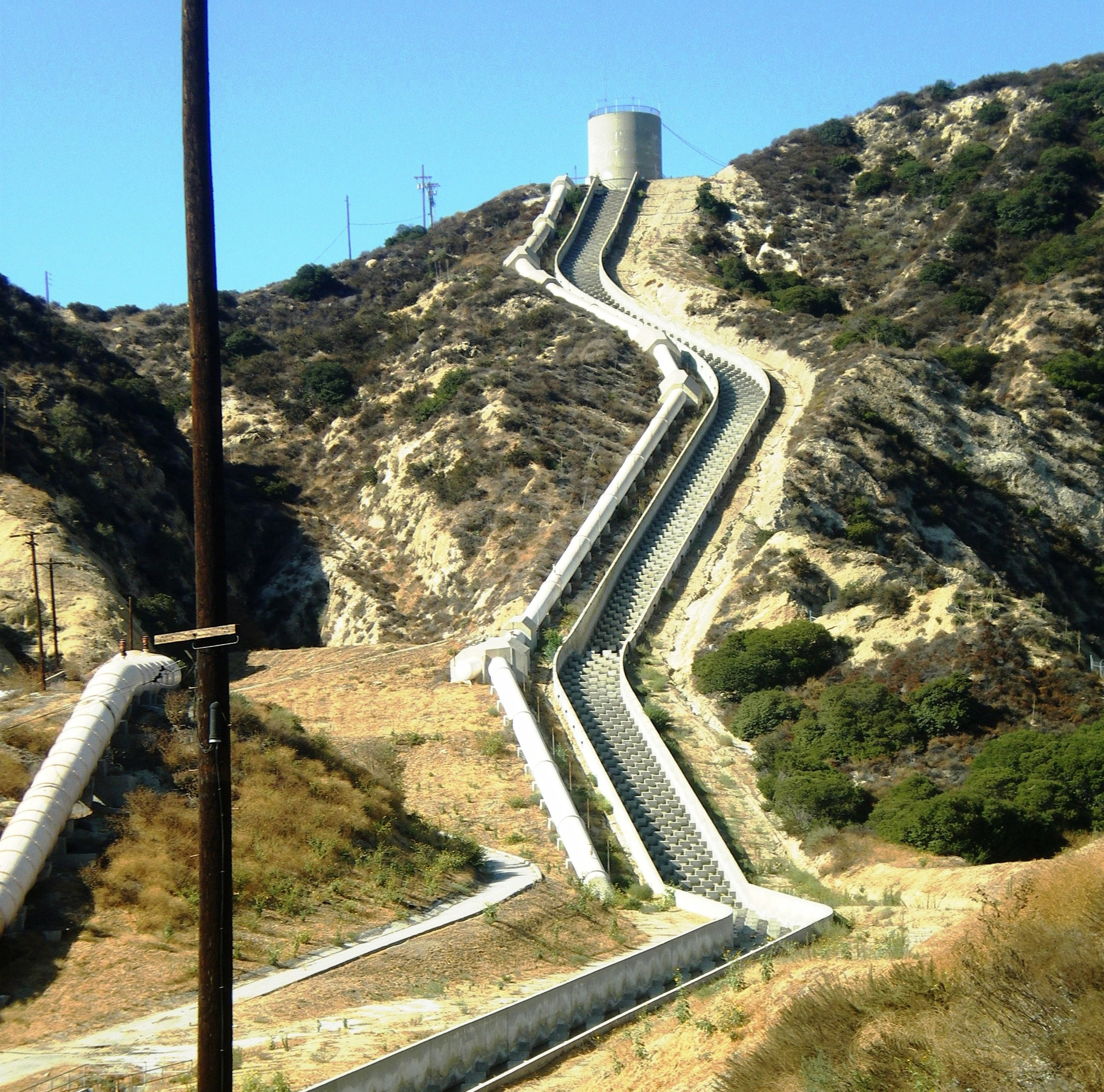
Dans une scène clé du début du film, le corps de l'ingénieur Hollis Mulwray est retrouvé dans un aqueduc similaire à celui de Los Angeles sur cette photo (vallée de San Fernando).

Le personnage de l'ingénieur des eaux qui est retrouvé mort au début du film est inspiré de William Mulholland, du département des eaux et de l'énergie de Los Angeles. Lors de son audition dans le film, le personnage met sa responsabilité en jeu et indique qu'il ne fera pas la même erreur deux fois, faisant ainsi référence à l'écroulement du barrage de St. Francis, ouvrage nécessaire à la rétention d'un lac de barrage (« reservoir ») pour alimenter l'aqueduc de Los Angeles ; la catastrophe eut bien lieu le 12 mars 1928. L'ouvrage visait également à alimenter des terrains dans la vallée de San Fernando, zone qui fait l'objet de manipulations immobilières pour le moins suspectes (ce que découvre Gittes dans la scène aux archives du cadastre). Le film retranscrit, notamment au travers d'une scène dans une orangeraie, les enjeux et oppositions qui prirent corps dans les guerres de l'eau en Californie.
La différence avec l'histoire de L.A. dans les années 1930 dans le film réside dans le personnage fictif de Noah Cross, joué par John Huston, associé de l'ingénieur Hollis Mulwray, et qui fait figure de pouvoir derrière le trône, manipulant les personnages de l'avant-scène.

### Musique
Roman Polanski confie initialement la musique au compositeur Phillip Lambro. Le producteur Robert Evans est mécontent du résultat et confie en toute urgence au compositeur hollywoodien, Jerry Goldsmith, le soin d'écrire une nouvelle partition dans un délai très serré de dix jours. Goldsmith parvient à tenir le délai et livre une musique, qui obtient une nomination à l'Oscar de la meilleure musique (décerné cette année-là au film Le Parrain II).
La musique de Goldsmith figure également à la neuvième place dans le classement des 25 meilleures musiques de films établi par l'American Film Institute.

### Accueil
Le film reçoit onze nominations à la 47e cérémonie des Oscars en 1975. Les critiques sont élogieuses sur le film, atteignant notamment une note de 100 % sur Rotten Tomatoes.

### Suite
Une suite au film est tournée en 1990 par Jack Nicholson lui-même. Elle s'intitule The Two Jakes, ou Piège pour un privé au Québec. Nicholson y reprend son rôle de détective, entouré de Harvey Keitel, Meg Tilly, Madeleine Stowe et Eli Wallach.
Initialement, le film devait être réalisé par le scénariste Robert Towne et était conçu comme le second volet d'une trilogie centrée sur le personnage de Jake Gittes. Devant le peu de succès remporté par The Two Jakes, le projet de tourner une deuxième suite de Chinatown est abandonné.

## Polanski et les États-Unis
Il s'agit du dernier film de Polanski tourné aux États-Unis. À la suite d'une affaire où il est accusé de viol sur une jeune fille mineure, en 1977, il est incarcéré pendant 47 jours, avant d'être libéré sous caution. Mais pour échapper à son procès, il se réfugie en Europe. Il ne reviendra alors plus jamais sur le sol américain.

## Distinctions

### Récompenses
- New York Film Critics Circle Awards 1974 : meilleur acteur pour Jack Nicholson (également récompensé pour La Dernière Corvée)
- Oscars 1975 : meilleur scénario original pour Robert Towne
- Golden Globes 1975 : meilleur réalisateur pour Roman Polanski, meilleur film dramatique, meilleur acteur dans un film dramatique pour Jack Nicholson, meilleur scénario pour Robert Towne
- BAFTA Awards 1975 : meilleur acteur pour Jack Nicholson (également récompensé pour La Dernière Corvée), meilleur réalisateur pour Roman Polanski, meilleur scénario pour Robert Towne (également récompensé pour La Dernière Corvée)
- Bodil 1975 : meilleur film non-européen
- Prix Sant Jordi 1975 : meilleur film étranger
- Prix Edgar-Allan-Poe 1975 : meilleur film
- Writers Guild of America Awards  1975 : meilleur scénario dramatique original pour Robert Towne
- Kansas City Film Critics Circle Awards 1975 : meilleur acteur pour Jack Nicholson, meilleur acteur dans un second rôle pour John Huston
- Fotogramas de Plata 1975 : meilleur acteur étranger pour Jack Nicholson (également récompensé pour Cinq pièces faciles)
- National Society of Film Critics Awards 1975 : meilleur acteur pour Jack Nicholson (également récompensé pour La Dernière Corvée)
- 1991 : entrée au National Film Registry
- 2000 : entrée au Hall of Fame de la Producers Guild of America

### Nominations
- Oscars 1975 : meilleur film, meilleur réalisateur pour Roman Polanski, meilleur acteur pour Jack Nicholson, meilleure actrice pour Faye Dunaway, meilleure direction artistique pour Richard Sylbert, W. Stewart Campbell et Ruby R. Levitt, meilleure photographie pour John A. Alonzo, meilleure création de costumes pour Anthea Sylbert, meilleur montage pour Sam O'Steen, meilleure musique pour Jerry Goldsmith, meilleur son pour Charles Grenzbach et Larry Jost
- Golden Globes 1975 : meilleure actrice dans un film dramatique pour Faye Dunaway, meilleure musique pour Jerry Goldsmith, meilleur acteur dans un second rôle pour John Huston
- BAFTA Awards 1975 : meilleur film, meilleur acteur dans un second rôle pour John Huston, meilleure musique pour Jerry Goldsmith, meilleure actrice pour Faye Dunaway, meilleure direction artistique pour Richard Sylbert, meilleure photographie pour John A. Alonzo, meilleurs costumes pour Anthea Sylbert, meilleur montage pour Sam O'Steen
- Directors Guild of America Awards 1975 : meilleur réalisateur pour Roman Polanski

## Mention dans les paroles d'une chanson
Chinatown est mentionné dans les paroles de la chanson Le Film de Polanski, de l'album Raconte-toi, sorti en 1975, de l'auteur-compositeur-interprète Yves Simon : « Dans un ciné / Place de Clichy / Y avait un film / De Polanski / Pas Chinatown / Mais Cul-de-sac / Celui avec / La Dorléac. […] ».